# Cratere Copley
Copley è un cratere d'impatto presente sulla superficie di Mercurio, a 38,56° di latitudine sud e 85,95° di longitudine ovest. Il suo diametro è pari a 34 km.
Il cratere è stato battezzato dall'Unione Astronomica Internazionale in onore del pittore statunitense John Singleton Copley.